# Canyon SRAM zondacrypto Generation
Das Team Canyon//SRAM zondacrypto Generation ist ein deutsches Radsportteam mit Sitz in Leipzig.

## Organisation und Geschichte
Das Team wurde zur Saison 2022 als offizielles Nachwuchsteam des UCI Women’s WorldTeams Canyon//SRAM Racing ins Leben gerufen und ist Teil des langfristigen D&I-Programms (diversity and inclusion) von Canyon//SRAM. Seit der ersten Saison ist das Team als UCI Women’s Continental Team lizenziert.
Für die ersten acht Plätze im Team zur Saison 2022 hatten sich insgesamt 239 Fahrerinnen aus 62 Nationen beworben. Bei der Auswahl durch das Management wurde nicht nur Wert auf die bisherigen sportlichen Leistungen gelegt, sondern bewusst auch Fahrerinnen aus Nationen gewählt, die bisher im Radsport wenig präsent sind. Bereits in der ersten Saison erzielte das Team sechs Siege bei UCI-Rennen durch Ricarda Bauernfeind und Antonia Niedermaier, die damit zur Folgesaison in das WorldTeam übernommen wurden.
In der Saison 2023 stellte das Team die Gewinnerinnen bei den Afrikameisterschaften in der U23 sowohl im Einzelzeitfahren als auch im Straßenrennen.

## Saison 2025
Mannschaft
| Teamkader 2025                 | Teamkader 2025    | Teamkader 2025         | Teamkader 2025              |
| Name                           | Geburtsdatum      | Land                   | Vorheriges Team             |
| ------------------------------ | ----------------- | ---------------------- | --------------------------- |
| Emily Dixon (9. Mär.–31. Dez.) | 29. Dezember 2006 | Australien             |                             |
| Selam Amha                     | 3. September 1997 | Äthiopien              | World Cycling Centre (2023) |
| Diane Ingabire                 | 17. Juli 2001     | Ruanda                 |                             |
| Maude Le Roux                  | 3. Juni 1999      | Südarfika              | World Cycling Centre (2023) |
| Jule Märkl                     | 7. März 2005      | Deutschland            |                             |
| Joelle Amelie Messemer         | 10. Oktober 2006  | Deutschland            |                             |
| Florence Nakagwa               | 9. September 2004 | Uganda                 |                             |
| Awen Roberts                   | 23. Februar 2005  | Vereinigtes Königreich |                             |
| Ese Ukpeseraye                 | 21. März 1999     | Nigeria                |                             |
|                                |                   |                        |                             |
| Quelle: ProCyclingStats        |                   |                        |                             |

Erfolge
| Siege | Siege  | Siege | Siege  | Siege  | Siege |
| Datum | Rennen | Staat | Klasse | Sieger |       |
| ----- | ------ | ----- | ------ | ------ | ----- |

## Erfolge pro Saison
| Rennserie                 | 2022 | 2023 | 2024 |
| ------------------------- | ---- | ---- | ---- |
| UCI Women’s WorldTour     | -    | -    | -    |
| andere UCI-Rennen         | 4    | -    | -    |
| nationale Meisterschaften | 2    | 6    | 2    |

## Platzierungen in der UCI-Weltrangliste
| UCI Ranking | UCI Ranking | UCI Ranking                | UCI Ranking |
| Jahr        | Teamwertung | Einzelwertung              |             |
| ----------- | ----------- | -------------------------- | ----------- |
| 2022        | 25.         | Ricarda Bauernfeind (49. ) |             |
| 2023        | 25.         | Diane Ingabire (105. )     |             |
| 2024        | 30.         | Diane Ingabire (114. )     |             |
|             |             |                            |             |
| Quelle: UCI |             |                            |             |